# Statut Organiczny dla Królestwa Polskiego
Statut Organiczny Królestwa Polskiego (ros. Органический статут Царства Польского) – najwyższy akt prawny Królestwa Polskiego, nadany 26 lutego (14 lutego s. s.) 1832 przez cara Mikołaja I po upadku powstania listopadowego w miejsce zniesionej Konstytucji Królestwa Polskiego z 1815.

## Skutki powstania
Bezpośrednio po stłumieniu powstania listopadowego Rosjanie rozpoczęli szereg represji zarówno w stosunku do uczestników powstania, jak i instytucji państwowych. Represjom patronował nowy namiestnik królewski Iwan Paskiewicz, nagrodzony za szturm Warszawy (1831) tytułem księcia warszawskiego. Przede wszystkim ograniczono autonomię Królestwa Polskiego zawieszając prawa konstytucyjne aż do 1832, kiedy to car Mikołaj I wprowadził tzw. Statut Organiczny dla Królestwa Polskiego. Oficjalnie statut miał być tylko uzupełnieniem konstytucji, faktycznie jednak zniósł ją i wszedł na jej miejsce.

## Zmiany
Statut potwierdzał istniejącą od 1815 roku przynależność Królestwa Polskiego do państwa rosyjskiego (art. 1). Korona Królestwa Polskiego tak jak we wcześniejszej konstytucji miała być "dziedziczną w osobie" cara Mikołaja I oraz jego potomków, a jej "następstwo" odpowiadało porządkowi "następstwa tronu cesarstwa Wszechrosji" (art. 2). Zniesiono także odrębność koronacji. Nie odbywała się już w Warszawie, lecz w Moskwie razem z koronacją na cesarza, o czym mówi art. 3. Koronacja w Moskwie odtąd miała się odbywać "w obecności deputatów Królestwa Polskiego wzywanych do uczestnictwa w takowej uroczystości razem z deputatami innych części cesarstwa". Tym samym umocniono pod względem symbolicznym i administracyjnym status Królestwa Polskiego, jako wyodrębnionej – posiadającej własny rząd i administrację (art. 16, 22–41) – prowincji państwa rosyjskiego. Zlikwidowano sejm i zniesiono niezależność sędziów. Wojsko Polskie zostało połączone z armią rosyjską (art. 20) tworząc jednolitą Armię Imperium Rosyjskiego, a następnie wysłane jak najdalej od kraju, do walk na Kaukazie lub na Syberię.
Kompetencje rządu zostały istotnie ograniczone. Zlikwidowano dwie komisje (wojny oraz wyznań religijnych i oświecenia publicznego) pozostawiając trzy (art. 35):
- komisję spraw wewnętrznych i interesów duchownych oraz oświecenia narodowego
- komisję sprawiedliwości
- komisję przychodów i skarbu.

Na czele komisji stali zamiast ministrów "dyrektorowie główni". Z Rady Stanu została wyodrębniona Rada Administracyjna, której w art. 22 powierzono zarząd nad Królestwem w imieniu cara. I Rada Stanu i Rada Administracyjna działały pod przewodnictwem namiestnika Królestwa. Był nim wcześniej wspomniany Iwan Paskiewicz, którego rządy nazwano później "Nocą paskiewiczowską".
Rada Stanu planowała budżet Królestwa, a także przedstawiała za pośrednictwem namiestnika listę kandydatów na główne urzędy administracyjne. Kandydatów dowolnie wskazywał i zatwierdzał car.
Równocześnie Rada Stanu podporządkowana została Radzie Państwa Cesarstwa Rosyjskiego. W art. 28 określono jej skład. Pod przewodnictwem namiestnika zasiadali w niej:
- z urzędu dyrektorzy główni i kontroler generalny,
- inni wskazani przez cara urzędnicy jak i osoby zwykłe.

Jeden z członków wskazany był na zastępcę przewodniczącego w radzie w razie nieobecności namiestnika. Kompetencje Rady Stanu Królestwa Polskiego określone w art. 29 obejmowały m.in.:
1. przeglądanie i układanie projektów do nowych praw i ustaw zmierzających do ogólnego zarządu Królestwa,
2. rozwiązywanie sporów kompetencyjnych między władzami administracyjnymi i sądowymi,
3. kontrolowanie budżetu ustanowionego przez Radę Administracyjną,
4. czytanie raportów głównych naczelników różnych gałęzi administracyjnych z ich pracy,
5. rozstrzyganie odpowiedzialności politycznej podległych urzędników.

Dyrektorowie główni, generalny kontroler, członkowie Rady Administracyjnej i rady Stanu oraz komisji rządowych ponosili odpowiedzialność konstytucyjną po udowodnieniu winy przez Radę Stanu Królestwa (art. 38).
Już w roku 1841 zniesiono Radę Stanu, a część jej kompetencji przejął Departament ds. Królestwa Polskiego w Radzie Państwa w Petersburgu. W tymże samym roku zlikwidowano Sąd Najwyższy Instancji Królestwa oraz wydziały kasacyjne w Sądzie Apelacyjnym, a w ich miejsce wprowadzono dwa departamenty Rządzącego Senatu: IX i X.
Zamiast Sejmu zapowiadał Statut powołanie instytucji przedstawicielskiej dla całego Królestwa pod nazwą "Zgromadzenia Stanów Prowincjonalnych" (art. 53–54). Instytucja ta, powołana "dla naradzania się w interesach dotyczących dobra ogólnego Królestwa” (art. 53), miała mieć jedynie charakter doradczy. Statut nie określał składu ani atrybucji tego organu, nie wyjaśniał, jakie przedmioty miały podlegać „naradzaniu się”, odkładając tę sprawę na czas późniejszy (art. 54). "Zgromadzenie" to nie zostało nigdy zwołane.
Car przyrzekł w statucie swobody wyznań religijnych, prawo przenoszenia się, nietykalność własności, z zastrzeżeniem groźby jej utraty w wypadku zdrady stanu. Do dalszych wolności, gwarantowanych przez statut, należało zachowanie języka polskiego w urzędach i oddzielnej administracji kraju. W art. 34 czytamy: "Wszystkie interesa administracyjne i sądowe w Królestwie Polskim będą się odbywać w języku polskim". Od roku 1836 jednak urzędnicy znający język rosyjski mieli pierwszeństwo w przyjmowaniu do służby państwowej, a w 1837 roku wprowadzono całkowity zakaz nominacji na urząd nieumiejących biegle mówić w tym języku.
Utrzymano wydawanie "Dziennika Praw Królestwa Polskiego" (art. 33), lecz wszystkie ukazy ogłaszano wpierw po rosyjsku, potem po polsku.
Podporządkowano Rosji także Kościół i oświatę. Na wspomnianej wcześniej liście stanowisk zatwierdzanych przez cara jako pierwsi są wymienieni arcybiskupi oraz biskupi.
W zakresie administracji terenowej (art. 39) utrzymano podział Królestwa na województwa, obwody, powiaty oraz miejskie i wiejskie okręgi (gminy). Nie zmieniano ich poprzednich granic. Taki stan utrzymał się do roku 1837. 
Zachowano także władze lokalne. Na czele województwa stały komisje wojewódzkie. W ich skład wchodzili prezes i komisarze. Wypełniali oni polecenia głównych komisji rządowych (art. 40). W miastach rządziły zgromadzenia miejskie, a w okręgach wiejskich wójtowie. Burmistrz i wójt mieli za zadanie czuwać nad wypełnianiem rozkazów rządu (art. 41). Statut, zapowiadając utrzymanie istniejących ciał samorządowych stosownie do podziału administracyjnego Królestwa Polskiego – rad wojewódzkich w województwach, zgromadzeń szlacheckich w powiatach, zgromadzeń w miastach i gminach (art. 42–52), nie przyznawał jednakże tym organom szerszych kompetencji i poddawał kontroli administracji szczebla naczelnego i centralnego. Prawo udziału w tych organach ograniczone było cenzusem majątkowym lub wykształcenia (art. 48).

## Rzeczywistość Statutowa Królestwa
W praktyce postanowienia statutu nie zostały dotrzymane. W 1833 roku na terenie Królestwa wprowadzono "stan oblężenia", a co za tym idzie, prawo wojskowe uzyskało pierwszeństwo. Działała jedynie Rada Administracyjna pod kierunkiem Iwana Paskiewicza oraz Rada Stanu jako organ doradczy petersburskiej Rady Państwa. Systematycznie zwiększano kompetencje Rady Administracyjnej i namiestnika. W ciągu następnych lat wzmożono działania rusyfikacyjne i unifikacyjne. Stopniowo wprowadzano język rosyjski do urzędów i likwidowano odrębność administracyjną Królestwa. W 1837 województwa nazwano guberniami, a komisje wojewódzkie rządami gubernialnymi. Ukazem z 6/18 września 1841 zlikwidowano Radę Stanu i Sąd Najwyższej Instancji Królestwa przekazując ich funkcje odpowiednim departamentom Senatu w Petersburgu. W 1847 wprowadzono Kodeks Kar Głównych i Poprawczych, w 1849 na miejsce miar nowopolskich wprowadzono miary rosyjskie. Taka polityka utrzymała się do końca trwania władzy rosyjskiej na ziemiach polskich.